# Idiurinae
Idiurinae – monotypowa podrodzina ssaków z podrodziny z rodziny wiewiórolotkowatych (Anomaluridae).

## Rozmieszczenie geograficzne
Podrodzina obejmuje gatunki występujące w zachodniej i środkowej Afryce.

## Charakterystyka
Długość ciała (bez ogona) 60–120 mm, długość ogona 70–190 mm; masa ciała 14–35 g. Żyją w szczelinach i dziuplach drzew w koloniach sięgających 100 osobników.

## Systematyka
Rodzaj Idiurus zdefiniował w 1894 roku niemiecki zoolog Paul Matschie w artykule poświęconym opisowi nowych ssaków ze zbiorów panów Zenkera, Neumanna, Stuhlmanna i Emina, opublikowanym w czasopiśmie Sitzungsberichte der Gesellschaft Naturforschender Freunde zu Berlin. Gatunkiem typowym jest (oznaczenie monotypowe) karłolotkę łuskoogonową (I. zenkeri).

### Etymologia
Idiurus: gr. ιδιος idios ‘szczególny, specyficzny’; ουρα oura ‘ogon’.

### Podział systematyczny
Do podrodziny należy jeden rodzaj z następującymi gatunkami:
| Grafika | Gatunek          | Autor i rok opisu | Nazwa zwyczajowa        | Podgatunki         | Rozmieszczenie geograficzne | Podstawowe wymiary                   | Status IUCN |
| ------- | ---------------- | ----------------- | ----------------------- | ------------------ | --- | ------------------------------------ | ----------- |
|         | Idiurus macrotis | G.S. Miller, 1898 | karłolotka wielkoucha   | gatunek monotypowy | od Senegalu do zachodniej Ghany, od południowo-wschodniej Nigerii do północnego Gabonu i północno-wschodniej Demokratycznej Republiki Konga (do Lasu Równikowego Ituri)                                      | DC: 7–12 cm DO: 13–19 cm MC: 23–35 g | LC          |
|         | Idiurus zenkeri  | Matschie, 1894    | karłolotka łuskoogonowa | gatunek monotypowy | Kamerun (południowo-zachodnia część i góra Kamerun), Gwinea Równikowa, Republika Środkowoafrykańska i Demokratyczna Republika Konga (las Ngotto i północno-wschodnia część); prawdopodobnie zachodnia Uganda | DC: 6–9 cm DO: 7–13 cm MC: 14–17 g   | LC          |

Kategorie IUCN:  LC  – gatunek najmniejszej troski.